# Tindwari
Tindwari é uma cidade e uma nagar panchayat no distrito de Banda, no estado indiano de Uttar Pradesh.

## Geografia
Tindwari está localizada a 25° 37′ N, 80° 32′ L. Tem uma altitude média de 114 metros (374 pés).

## Demografia
Segundo o censo de 2001, Tindwari tinha uma população de 9544 habitantes. Os indivíduos do sexo masculino constituem 54% da população e os do sexo feminino 46%. Tindwari tem uma taxa de literacia de 53%, inferior à média nacional de 59.5%: a literacia no sexo masculino é de 64% e no sexo feminino é de 41%. Em Tindwari, 19% da população está abaixo dos 6 anos de idade.